# 師丹
師 丹（し たん、? - 3年）は、前漢の人。字は仲公。琅邪郡東武県の人。

## 略歴
詩経を学び、匡衡を師とした。孝廉に推挙されて郎となり、元帝末期に博士となったが罷免された。成帝の建始年間に秀才に推挙されて再度博士となり、のちに東平王劉宇の傅となった。丞相翟方進・御史大夫孔光が師丹を推薦し、光禄大夫・丞相司直となった。師丹は大変尊重され、数カ月後に光禄大夫・給事中となり、永始3年（紀元前13年）に少府・光禄勲と遷り、元延元年（紀元前12年）に侍中・光禄大夫となった。綏和元年（紀元前8年）に皇太子劉欣（後の哀帝）が立てられると師丹が太子太傅に選ばれた。綏和2年（紀元前7年）に皇太子が即位すると左将軍・領尚書事となり関内侯を賜った。
哀帝の実母の丁氏を皇太后としようという董宏の建言に大司馬王莽と共に反対した。王莽が罷免されると師丹が後任の大司馬となり、高楽侯に封じられた。一月余り後、大司空に遷った。
哀帝は成帝の時代に成帝が外戚の王氏に権力を委ね、王氏が権力をほしいままにしているのを是正しようと考え、自分の外戚である丁氏・傅氏を用いて王氏の権力を奪った。師丹は成帝の喪が明けるまではあまり大臣を替えるべきではないと進言した。哀帝の祖母の傅太后が、自分や丁氏に皇太后の号を与えさせようと哀帝に働きかけると、師丹は再度反対し、哀帝の意向に沿わないようになった。
あるとき、亀や貝を通貨にしていた古に倣い、通貨を改めるべきだという進言があった。師丹は哀帝に相談されて、改めるべきだと答えた。そこで哀帝がこの案を役人に下して議論させると、みな銭を通貨としてから長いので簡単には変えられないと反対した。老人の師丹は前の自分の言葉を忘れており、みなの議論に従い進言に賛成しなかった。そのため哀帝は、誰にも支持されない案を自分一人で推したかのように思われた、と不満に感じた。
また、部下の役人に自分の上奏文を書かせたところ、その役人がその草稿を書き写していた。傅氏・丁氏はそのことを知り、秘密であるべき上奏が漏洩していると告発した。哀帝が将軍と中朝の臣に意見を聞いたところ、みな、大臣の上奏は漏洩されるべきではなく、廷尉に調べさせるべきと答えた。事件は廷尉に下され、廷尉は師丹を大不敬と弾劾した。哀帝は策書でこの件と先に通貨について前言を翻したことを責め、建平元年（紀元前6年）に師丹を罷免して高楽侯を剥奪した。師丹を惜しむ声が強いという尚書令唐林の勧めに従って関内侯の爵と食邑200戸を賜った。
建平2年（紀元前5年）、朱博の建言により傅氏が帝太太后、丁氏が帝太后となると、傅氏・丁氏の尊号に反対した師丹は爵位と領地を剥奪され、庶人とされて故郷に戻った。
元寿2年（紀元前1年）に哀帝が死亡し、太皇太后王政君・王莽らにより平帝が擁立されると、傅氏・丁氏の尊号は否定され、師丹は復権し呼び戻されて関内侯を賜った。元始3年（3年）には義陽侯に封じられたが、一月余り後に死亡した。節侯と諡された。義陽侯は子の師業が継承したが王莽が敗れると断絶した。